# 弗兰克瑙
弗兰克瑙（德語：Frankenau）是德国黑森州的一个市镇。总面积57.29平方公里，总人口3310人，其中男性1692人，女性1618人（2011年12月31日），人口密度58人/平方公里。

## 友好城市
- 法國 迪镇